# Прапор Західноєвропейського союзу
Прапор Західноєвропейського союзу  був темно-синій з півколом, яке складалося з десяти жовтих п'ятикутних зірок,які знаходились у верхній частині, з ініціалами організації в центрі. Хоча це прапор військової організації, але він рідко використовувався під час військових конфліктів.

## Зовнішній вигляд

Прапор Західноєвропейського союзу

Прапор синій з півколом з десяти жовтих п'ятикутних зірок, розбитих у верхній частині. На ньому зображені білі літери WEU,написані горизонтально,  і UEO, написані вертикально.Ці дві абревіатури перетинаються у центрі прапора, тобто, на букві "E". UEO є  французькою мовою скороченням для Західноєвропейського союзу. Синій колір прапора з жовтими зірками взятий з  Прапора Ради Європи та Європейського Союзу, проте десять зірок є символом перших десяти членів ЗЄС.

## Використання
Прапор використовувався рідко, але Європейський союз (ЄС) змінив свою діяльність. Вперше стяг побачили як військове знамено, коли Джон Роджерс літав на борту діючого корабля ВМС США, коли він використовувався як флагман італійського генерала (з екіпажем ЗЄС) і був командиром ЗЄС по операціях з надання допомоги в Боснії і Герцеговині. Існують варіанти, що ЗЄС використовував прапор лише для офіційних заходів. У червні 2011 року організація ЗЄС припинила своє існування, тому подальше використання прапора не передбачається.

## Попередні версії прапора

Реконструкція прапора 1949 року, яка рідко використовувалася.
Прапор з дев'ятьма зірками, який використовувався до 1993 року.

Сучасний прапор почав використовуватися лише з 1993 року. До цього було аналогічне знамено, але з дев'ятьма зірками (до того, як Греція стала членом об'єднання). Такий прапор був замінений. Стара ж версія використовується з того часу, як ЗЄС був заснований до 1949 року, який був також темно-синій, але замість зірок, було п'ять кілець, які формували безперервний ланцюг у формі перевернутого Пентагону. Обрамлення було різнокольорове (червоне ззовні, золоте, чорне і біле), взяті з прапорів держав-членів ЗЄС.

## Також перегляньте
- Прапор Європи
- Прапор ООН
- Прапор  України
- Прапори Європи

## Цікаві посилання
- Прапор Західноєвропейського союзу
- Історія прапора ЗЄС